# 花房職利
花房 職利（はなぶさ もととし）は江戸時代前期の旗本である。
家系は常陸国久慈郡花房郷を領した足利氏の一門、上野氏の庶流・花房氏である。

## 概要
花房職則の長男として出生する。元和6年12月（1621年1月）、時の将軍・徳川秀忠に拝謁したのち父の遺領を相続し、備中国高松7220石取りの3代領主となる。
寛永11年（1634年）、将軍家光の上洛の際に、遠江今切の浜名湖にて渡船の手配を担当。正保5年（1648年）1月2日、41歳で没した。